# Eurybia pergaea
Eurybia pergaea är en fjärilsart som beskrevs av Charles Andreas Geyer 1832. Eurybia pergaea ingår i släktet Eurybia och familjen Riodinidae. Inga underarter finns listade i Catalogue of Life.